# Hansjörg Utzerath
Hansjörg Utzerath (* 20. März 1926 in Schorndorf; † 16. Juni 2024 in Berlin) war ein deutscher Theaterregisseur und Theaterleiter.

## Leben und Wirken
Nach dem Abitur im Jahr 1944 war Utzerath Kriegsteilnehmer im Zweiten Weltkrieg. Nach der Gefangenschaft war er Schauspielanfänger in Meppen und Neuss. Als Mitglied einer freien Truppe gab er 1950 in Düsseldorf seine ersten Inszenierungen.
Im Jahr 1952 war er Mitbegründer der Düsseldorfer Kammerspiele, die er 1959 bis 1966 als Direktor leitete. Mit konsequentem Einsatz für Stücke des absurden Theaters (Ionesco, Beckett, Genet, Hildesheimer) führte er die Kammerspiele zu überregionaler Beachtung.
Im Jahr 1957 heiratete er Renate Ziegfeld. Er hat drei Kinder (Anna, Gabriele und den 1963 geborenen Schauspieler und Hörspielsprecher Benjamin Utzerath).
1960 inszenierte er die Uraufführung des Stücks Die Kurve von Tankred Dorst an den Bühnen der Hansestadt Lübeck und 1963 die deutsche Erstaufführung von Saunders’ Ein Eremit wird entdeckt an den Staatlichen Schauspielbühnen Berlin.
Seit 1964 gab er regelmäßige Gastinszenierungen am Schiller- und Schlossparktheater in Berlin. Zu seinen Arbeiten hier gehörten die deutsche Erstaufführung von Havels Gartenfest (1965), Leben des Galilei (1965, mit Martin Held), Die Plebejer proben den Aufstand (1965), Arthur Millers Nach dem Sündenfall (1966) und in Düsseldorf Victor oder die Kinder an der Macht (1966/67).
Er führte Regie bei dem 1967 erstmals gezeigten Fernsehfilm Viele heißen Kain.
Von 1966/67 bis 1973 war Utzerath Intendant der Freien Volksbühne Berlin als Nachfolger von Erwin Piscator. Mit einem festen Ensemble inszenierte er unter anderem Der Schatten von Jewgeni Schwarz (1967), Italienische Nacht (1968), Viel Lärm um nichts (1969), Nora (1969, mit Elfriede Irrall), Kikeriki von Sean O’Casey (1969), Play Strindberg von Friedrich Dürrenmatt (1970), Tabula rasa von Carl Sternheim (1970), Guerillas von Rolf Hochhuth (1970), Martin Luther & Thomas Münzer oder Die Einführung der Buchhaltung von Dieter Forte (1971), Tango von Sławomir Mrożek (1971), Der Vater von August Strindberg (1972), Der Biberpelz (1972, mit Anneliese Römer) und Der Damenschneider von Georges Feydeau (1973).
Von 1973 bis 1977 arbeitete er als freier Regisseur vorwiegend am Düsseldorfer Schauspielhaus. Hier inszenierte er 1973 die Uraufführung von Rühmkorfs Was heißt hier Volsinii?, Die Weber (1974, auch am Schillertheater Berlin), Behans Richard Korkbein (1975), Tolstois Macht der Finsternis (1975) und Die Dreigroschenoper (1976). Außerdem war er in Bonn (1973: Nathan der Weise) und am Thalia Theater Hamburg (1979: Wilhelm Tell von Schiller) tätig.
Von 1977 bis 1992 war Utzerath Schauspieldirektor der Städtischen Bühnen in Nürnberg am Richard-Wagner-Platz. Inszenierungen hier waren unter anderem Rose Bernd (1977) von Hauptmann, Viktoria und ihr Husar (1980), Warten auf Godot (1980), Mutter Courage und ihre Kinder (1981), Wie es euch gefällt (1981), König Lear (1982), Hoppla, wir leben! (1982), die Uraufführung von Helmut Ruges Stadtluther (1983), Der Hauptmann von Köpenick (1986), Kornfelds Jud Süß (1987), Oskar Panizzas Liebeskonzil (1988), die Uraufführung von Hitlerjunge Quex – Mythos einer Jugend, kritische Bühnenfassung mit Klaus Missbach nach dem Roman von Karl Aloys Schenzinger (1989), Richard III. (1990), Der Theatermacher (1990) und die Uraufführung von Kerstin Spechts Lila (1990).
Nach 1993 war er wieder freischaffend tätig. Unter anderem inszenierte er 1993 am Düsseldorfer Schauspielhaus Herr Puntila und sein Knecht Matti und 1995/96 Nathan der Weise sowie 1997 am Schauspielhaus Zürich die Uraufführung von Hugo Loetschers Die Launen des Glücks. 
2004 inszenierte er am Rheinischen Landestheater Neuss Seán O’Caseys Theaterstück Purpurstaub und sagte als 78-Jähriger: „Eine Regie im Jahr reicht“.
Hansjörg Utzerath starb 98-jährig an Altersschwäche und liegt auf dem Alten St.-Matthäus-Kirchhof in Berlin begraben. Sein künstlerischer Nachlaß befindet sich im Archiv der Akademie der Künste.